# Мисао Окава
Мисао Окава (јап. 大川ミサヲ; Кита-ку, 5. март 1898 — Хигашисумијоши-ку, 1. април 2015) била је јапанска суперстогодишњакиња која је према гинисовој књизи рекорда носила титулу најстарије живе жене на свету у периоду од 12. јануара 2013. до 1. априла 2015. године, а затим и титулу најстарије живе особе на свету од 12. јуна 2013. до 1. априла 2015. године.

## Биографија
Мисао Окава рођена је у Кита-ку, Префектура Осака, Јапан, 5. марта 1898. године. По завршетку основне школе, помагала је у породичном послу и бриљирала у плетењу и шивењу. 1919. године, удала се за Јукија Окаву, који је водио компанију за производњу гуме, и имали су троје деце. Њен супруг преминуо је 1931. године у 36. години живота, а она се са децом вратила у родитељски дом у граду Осаки 1933. године, како би помогла у породичном послу и подигла децу.
У 99. години живота, преселила се у старачки дом. Када је имала 102 године, сломила је ногу, а када је отпуштена из болнице, вежбала је вежбе чучњева, држећи се за рукохвате у ходнику старачког дома како би повратила снагу коју је изгубила током боравка у болници и поново је могла да хода.
12. јануара 2013. године, након смрти 115-годишње Кото Окубо, постала је најстарија жива жена у Јапану и на свету.
12. јуна 2013. године, након смрти 116-годишњег Џироемона Кимуре, постала је најстарија жива особа у Јапану и на свету.
У доби од 116 година спавала је 15 сати дневно и јела три комплетна оброка. Није волела поврће, али је волела суши од скуше, гратин, рамен, месо и слаткише.
5. марта 2015. године, прославила је свој 117. рођендан и том приликом је изјавила: "Живот је био кратак, тако брзо је прошао."
Мисао Окава преминула је у Хигашисумијоши-ку, Префектура Осака, Јапан, 1. априла 2015. године, у доби од 117 година и 27 дана. Након њене смрти, тада 116-годишња Гертруда Вивер из Сједињених Америчких Држава, преузела је титулу најстарије живе особе на свету.